# Stegophiura vivipara
Stegophiura vivipara is een slangster uit de familie Ophiuridae.
De wetenschappelijke naam van de soort werd in 1915 gepubliceerd door Matsumoto.